# Ekloga (zákoník)

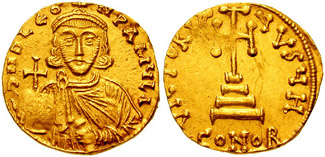
Lev III, na minci

Ekloga (z řeckého ἐκλογή, eklogé, výběr či výbor) byl byzantský zákoník z let 739–741 (některé prameny uvádějí rok 726  ). Vydal jej císař Lev III. Dílo čerpá z Justiniánovy kodifikace a obecně z římskoprávní tradice, v mnoha ohledech se však odkloňuje a čím dál zřetelněji staví na vlivu církve a křesťanských principů. Zákony v Ekloze uvedené jsou tak přímo označované za vůli Boží, jejímiž jsou císařové pouhými zprostředkovateli.
Kniha, psaná řecky namísto tradiční latiny, je uvozena předmluvou císaře (proemium) a člení se na 17 kapitol. Co se týče obsahu, důraz byl kladen zejména na rodinné právo, kdy se zlepšuje ochrana a právní postavení ženy (tradiční římskoprávní podřízeni ženy muži v patriarchální rodině se ruší, žena je nyní svému muži rovnoprávná, mezi manželi vzniká společné jmění s rovnými dispozičními právy). Reformováno bylo i trestní právo, kdy se u mnoha trestných činů ruší trest smrti a nově se zavádějí tresty mrzačící (nejčastěji uřezání nosu či uší nebo oslepení).
Na další vývoj byzantského práva měla Ekloga velmi silný vliv. (Ovlivnila i velkomoravský Zakon sudnyj ljuděm). Byla však zrušena kolem roku 870 císařem Basileiem I., dílem z osobní zášti vůči isaurské dynastii jejího vydavatele, dílem i proto, že plánoval vydat vlastní kodifikaci, která mnohem více vycházela z Justiniána.